# Suðuroy
Suðuroy este cea mai sudicâ insulă din cadrul arhipelagului feroez. Altitudinea maximă este atinsă în Gluggarnir (610 m), dar pe departe cel mai cunoscut munte este Beinisvørð, a cărui frumusețe este cântată în poeziile lui Poul F. Joensen (1899-1970).

## Așezări
De la nord la sud se înșiră următoarele așezări:
- Sandvík
- Hvalba
- Froðba
- Tvøroyri
- Trongisvágur
- Øravík
- Fámjin
- Hov
- Porkeri
- Vágur
- Akrar
- Lopra
- Sumba

Pe insulă se află și o serie de așezări părăsite:
- Víkarbyrgi, părăsit la sfârșitul anilor '90
- Akrarbyrgi, situat în capătul sudic al insulei, abandonat încă din epoca medievală
- Tjaldavík, localizat într-un golf, la est de Øravík
- Fámará, pe o vale la est de Vágur

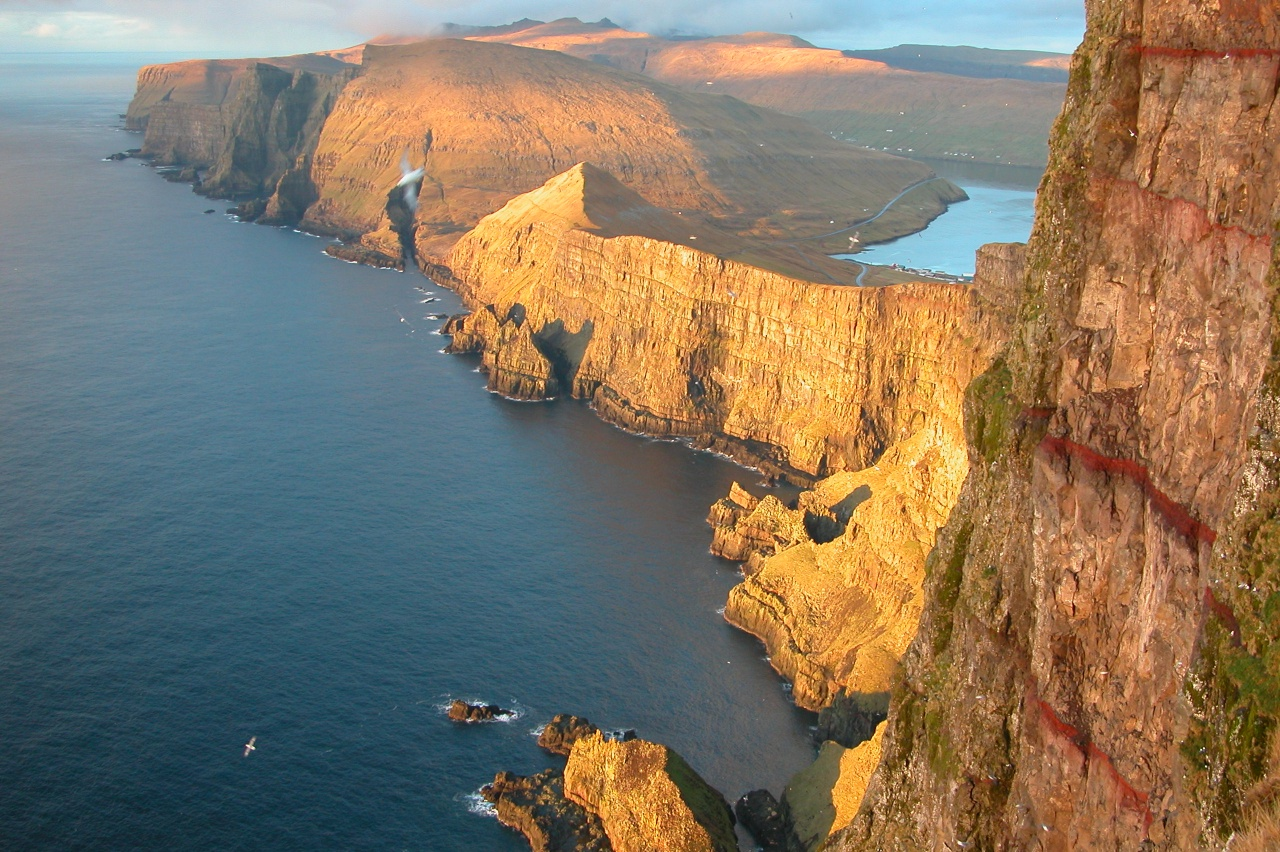
Coasta de vest a insulei
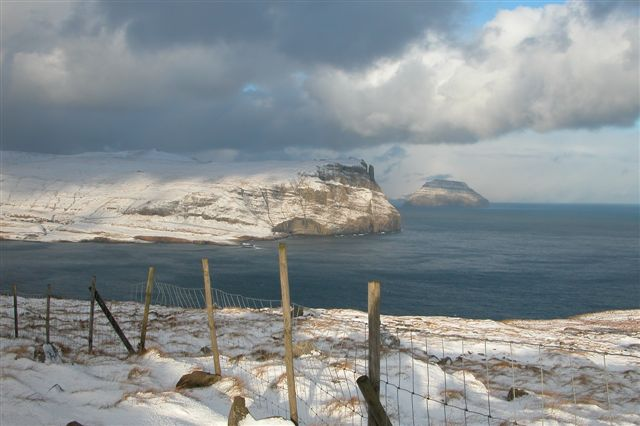
Peisaj de iarnă
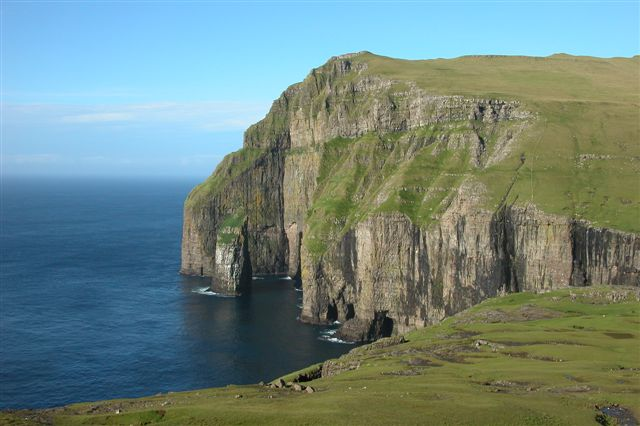
Ásmundurstakkur, la vest de Sandvík